# Гриценко Петро Трохимович
Петро Трохимович Гриценко (15 січня 1908, с. Поповка, нині с. Залізняк Сумського району Сумської області — 27 квітня 1945, м. Луккау, Німеччина) — військовик, гвардії лейтенант Робітничо-селянської Червоної Армії, учасник Другої світової війни, Герой Радянського Союзу (1945, посмертно).

## Біографія
Закінчив початкову школу, працював майстром залізничного депо станції «Рязань-1». В 1936—1937 роках проходив службу в Робітничо-селянської Червоної Армії.
В 1941 році був призваний до армії. У тому ж році закінчив Московське військово-політичне училище. З грудня 1942 р. — воював на фронтах Другої світової війни. В 1944 р. П.Гриценко закінчив Челябінське танкове училище. Брав участь в боях на Донському і Першому Українському фронтах. До квітня 1945 року був старшим механіком-водієм 87-го гвардійського окремого важкого танкового полку 3-ї гвардійської армії Першого Українського фронту. Відзначився під час боїв в Німеччині.
27 квітня 1945 року в ході відбиття німецьких контратак в районі населеного пункту Фрейдорф на південний схід від міста Меркіш-Бухгольц екіпаж танка «ІС-2» або ІС-122 під командуванням гвардії лейтенанта Мухаммеда Атаєва, в складі якого перебували крім П. Гриценка, також і командир башти танка старшина Михайло Кадочкін, знищив дві гармати, сім кулеметних точок і кілька десятків солдатів і офіцерів противника. У тому бою Гриценко і Атаєв загинули. Гриценко був похований в місті Луккау.
Указом Президії Верховної Ради СРСР від 27 червня 1945 року за «зразкове виконання бойових завдань командування на фронті боротьби з німецькими загарбниками і проявлені при цьому мужність і героїзм» гвардії лейтенант П. Гриценко посмертно був удостоєний високого звання Героя Радянського Союзу. Також посмертно був нагороджений орденом Леніна.